# Torre dei Cerchi
La torre dei Cerchi si trova nell'isolato tra il corso e via de' Cerchi e via dei Cimatori a Firenze.
Nata dall'unione di più case-torri, appartenne alla celebre famiglia dei Cerchi, che per via di problemi di vicinato con i Donati, fu alla base degli scontri tra le due consorterie familiari, cioè gruppi di famiglie alleate, che diedero origine alla divisione e le lotte tra guelfi bianchi e neri nel primo Trecento fiorentino. La torre originaria apparteneva alla famiglia dei Conti Guidi e fu costruita tra il XII e il XIII secolo. Fu acquistata dai Cerchi sul finire del Duecento, allungata in altezza, oltre che ampliata con altri edifici attigui durante il XIV secolo. Oggi appare piuttosto ben conservata, non avendo subito grosse modifiche nel tempo, per via del declino della famiglia Cerchi dopo la cacciata del 1302, sebbene alcuni membri potessero tornare alla loro residenza fiorentina sin dall'anno successivo.
I resti delle primitive torri sono visibili soprattutto all'angolo con il Canto alla Quarconia e lungo via de' Cerchi. All'angolo con Via dei Cimatori si possono vedere i segni della Loggia dei Cerchi, poi tamponata, dove si trovano due stemmi della famiglia Cerchi.
Al pian terreno si aprono alcuni portali di dimensioni diverse, in parte oggi occupati da esercizi commerciali.

## Altre immagini

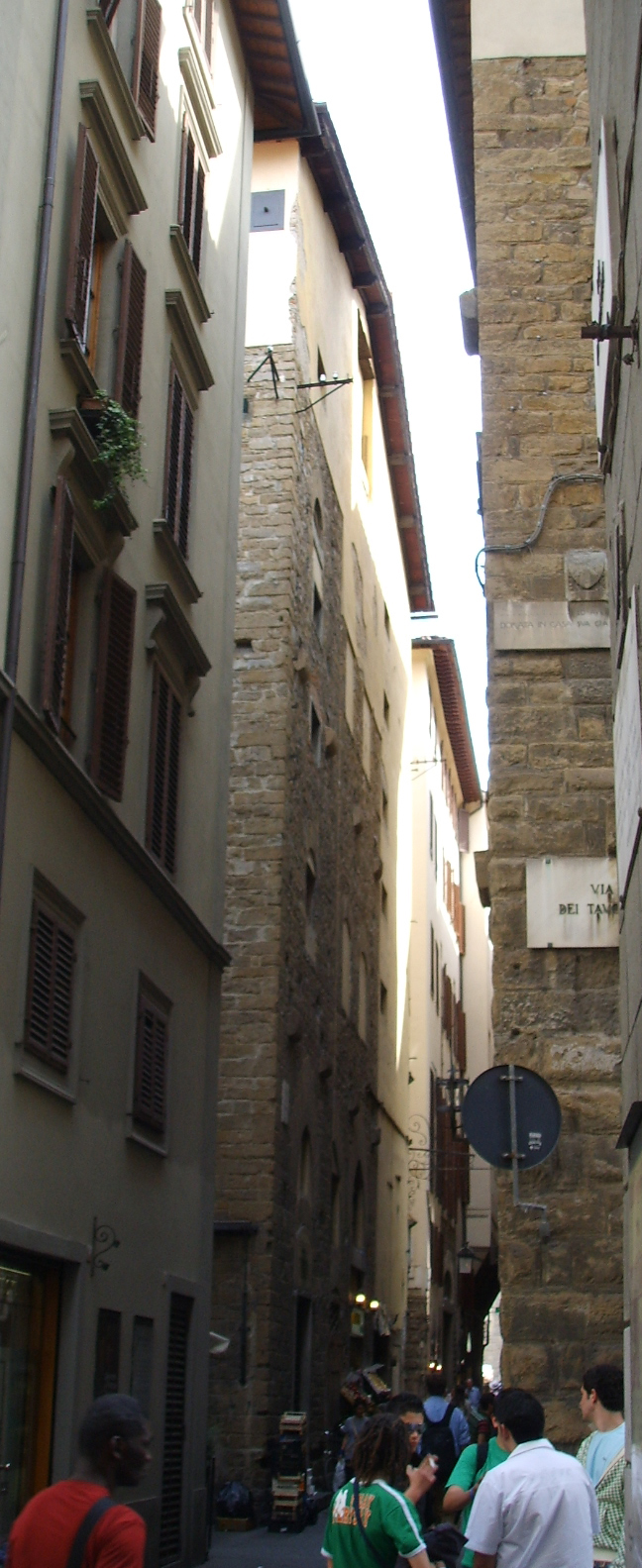
Veduta dell'altezza complessiva (a sinistra)
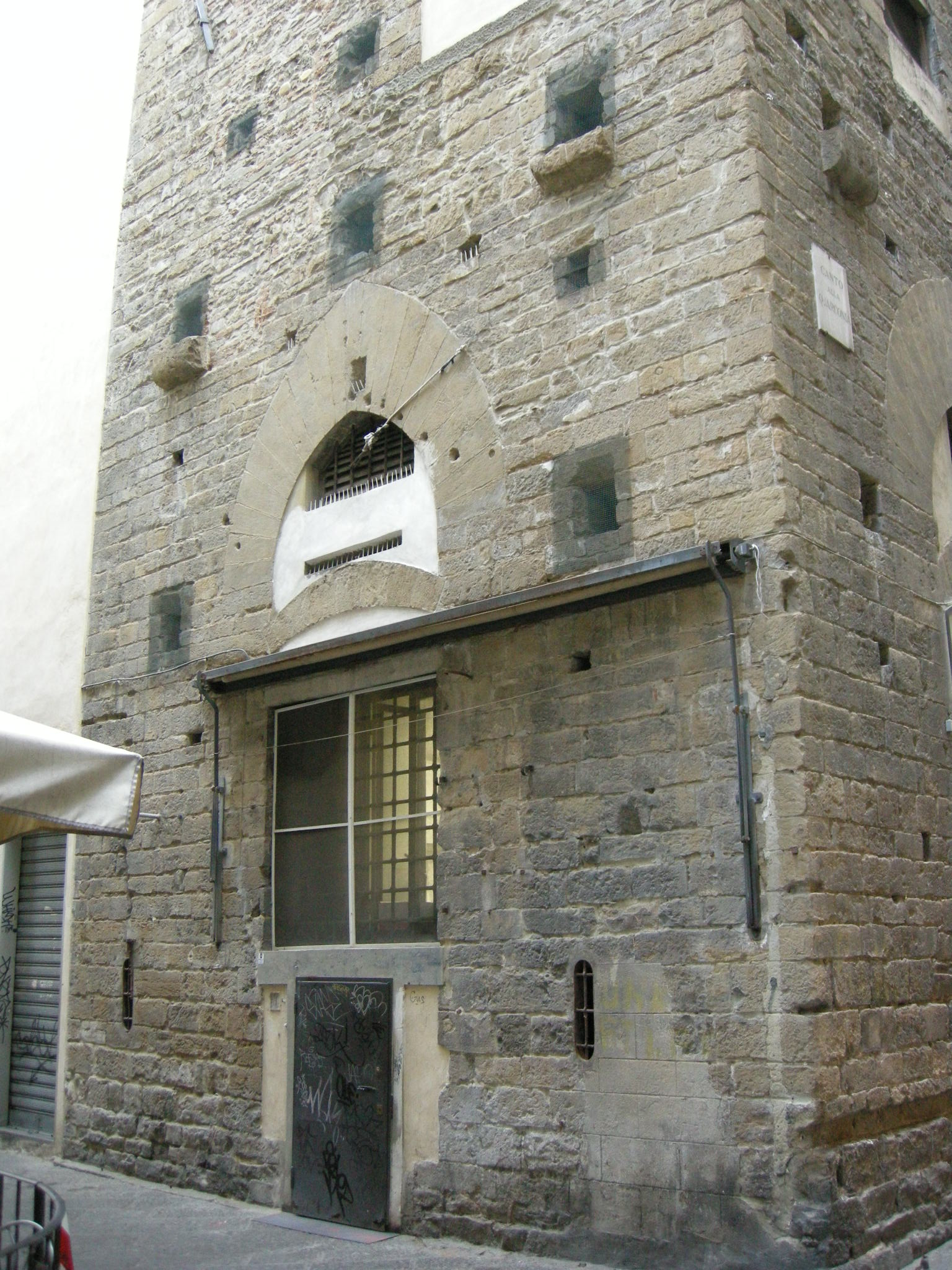
Portali
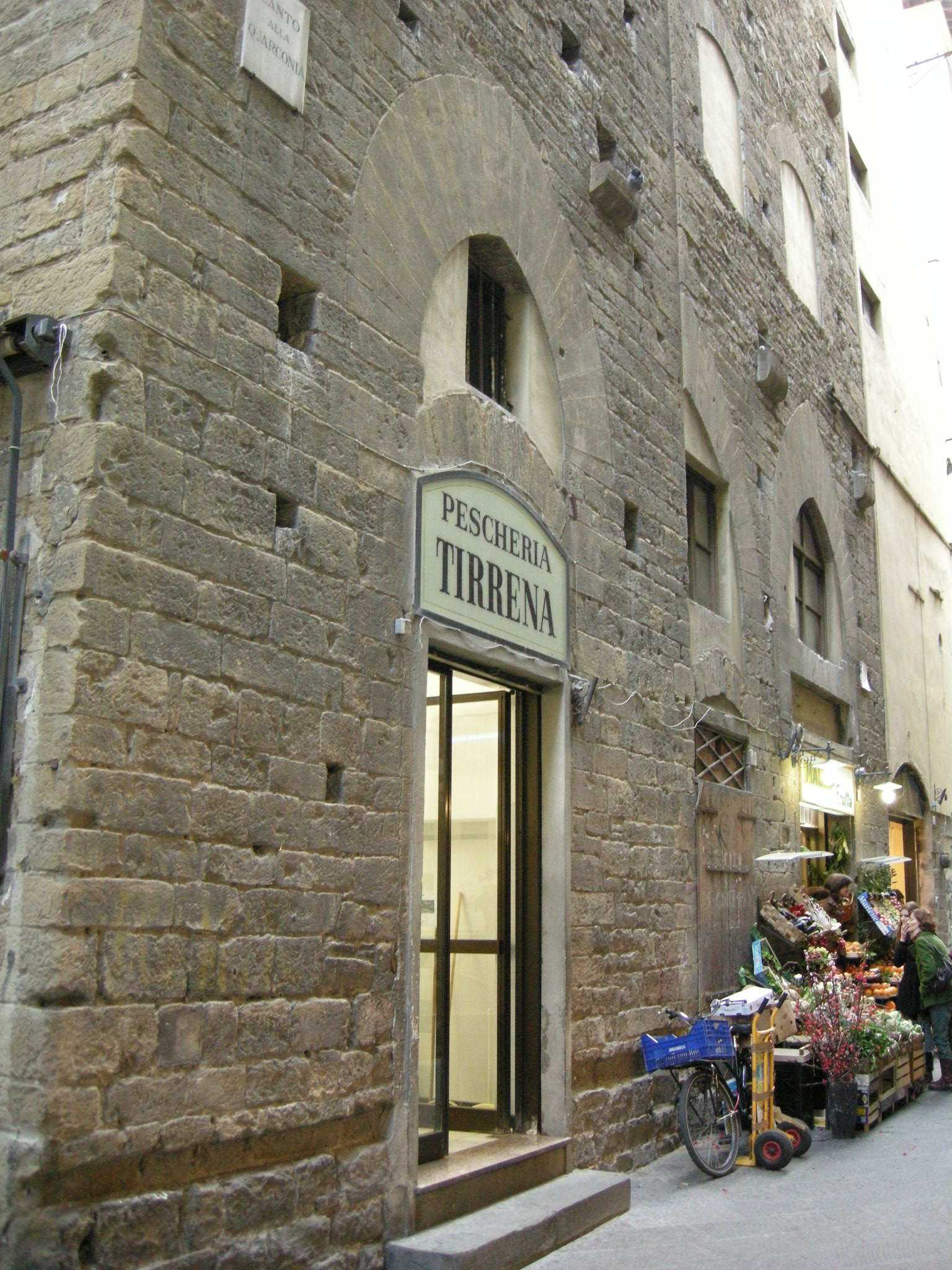
Portali
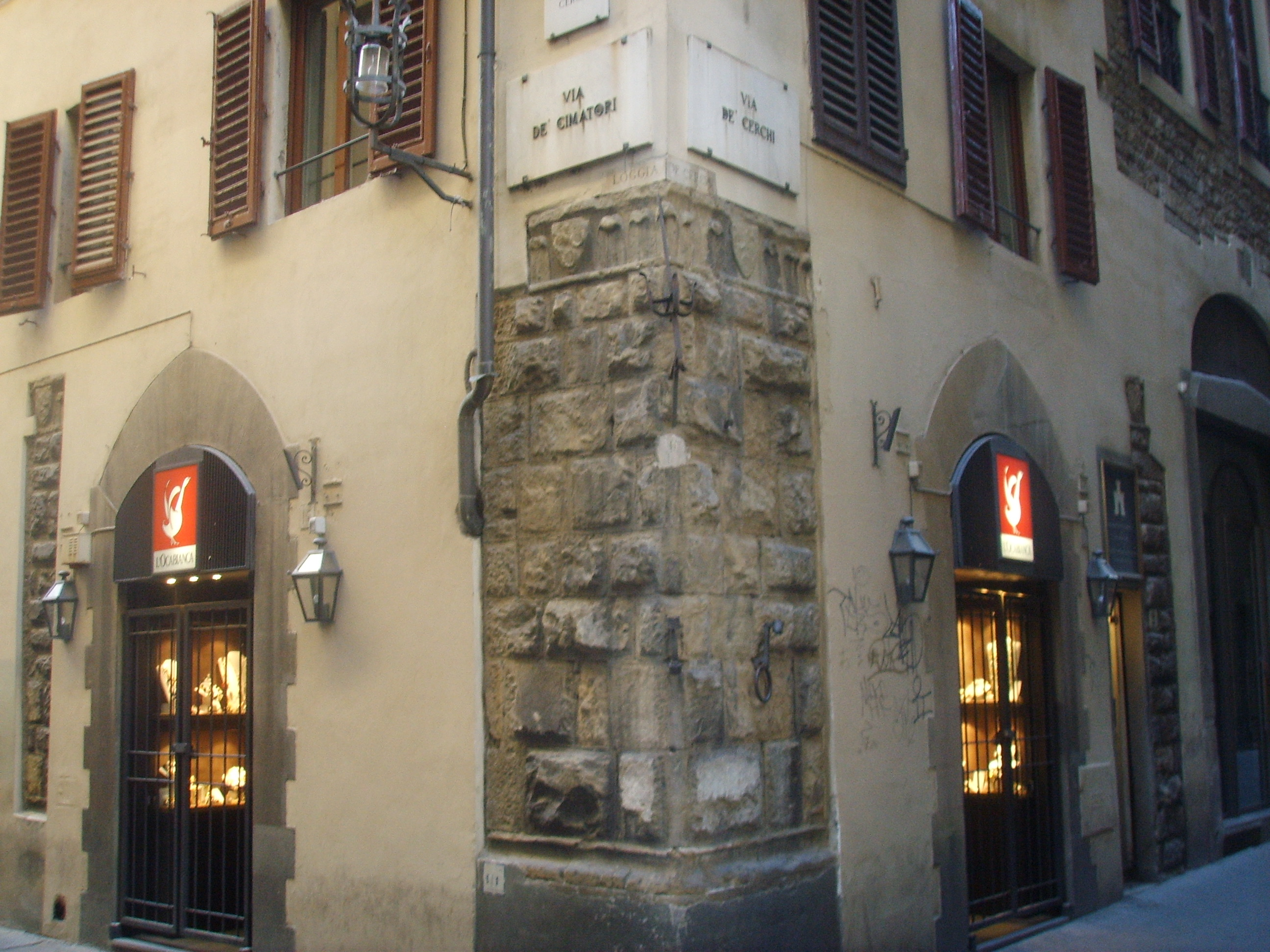
I resti della loggia dei Cerchi, un isolato più a sud